# Sven Hansson
Sven Hansson (16 marzo 1912 – 14 luglio 1971) è stato un fondista svedese.

## Biografia
In carriera prese parte a due edizioni dei Campionati mondiali. A Chamonix 1937 si classificò quarto sia nella 18 km sia nella staffetta 4x10 km, in squadra con Alvar Hägglund, Bertil Stridsman e Alfred Dahlqvist.
A Lahti 1938 vinse la medaglia di bronzo nella staffetta 4x10 km con la nazionale svedese, composta anche da Martin Matsbo, Donald Johansson e Sigurd Nilsson e che segnò il tempo di 2:43:05. Meglio di loro fecero le nazionali norvegese e finlandese. Nella 18 km Hansson fu quindicesimo; nella 50 km sedicesimo.

## Palmarès

### Mondiali
- 1 medaglia:
  - 1 bronzo (staffetta a Lahti 1938)